# Ecuarunari
Ecuarunari (en kichwa : Ecuador Runacunapac riccharimuy, soit « Le réveil des indiens équatoriens ») est une organisation représentative des indigènes kichwas de la partie andine de l'Équateur. 
Fondée en 1972, elle fait partie des forces fondatrices de la CONAIE en 1986, la principale organisation représentative des peuples indigènes d'Équateur. À partir de 2010, son président est Delfin Tenasaca. Il a succédé à Humberto Cholango, devenu président de la CONAIE. En 2015, le président est Carlos Perez Guartambel.